# Broteochactas
Genre
Synonymes
- Auyantepuia González-Sponga, 1978
- Taurepania González-Sponga, 1978
- Cayooca González-Sponga, 1996

Broteochactas est un genre de scorpions de la famille des Chactidae.

## Distribution
Les espèces de ce genre se rencontrent dans le Nord de l'Amérique du Sud

## Liste des espèces
Selon The Scorpion Files (22/04/2020) :
- Broteochactas cauaburi Lourenço, Araujo & Franklin, 2010
- Broteochactas cocuyensis Gonzalez-Sponga, 2004
- Broteochactas danielleae Lourenço, 2007
- Broteochactas gollmeri (Karsch, 1879)
- Broteochactas manisapanensis (González-Sponga, 1992)
- Broteochactas mauriciodiasi Lourenço, 2017
- Broteochactas niemeyerae Lourenço, Ponce de Leao Giupponi & Pedroso, 2011
- Broteochactas nitidus Pocock, 1893
- Broteochactas parimensis González-Sponga, 2004
- Broteochactas porosus (Pocock, 1900)
- Broteochactas purus Lourenço, 2017
- Broteochactas scorzai Dagert, 1957
- Broteochactas silves Lourenço, 2014
- Broteochactas trezzii (Vignoli & Kovarik, 2003)
- Broteochactas venezuelensis (González-Sponga, 1996)
- Broteochactas verneti (González-Sponga, 1992)
- Broteochactas vestigialis González-Sponga, 1978

et six espèces décrites dans Auyantepuia à l'appartenance générique discutée 
- Auyantepuia aluku (Ythier, 2018)
- Auyantepuia amapaensis (Lourenço & Qi, 2007)
- Auyantepuia aurum (Ythier, 2018)
- Auyantepuia laurae (Ythier, 2015)
- Auyantepuia royi (Ythier, 2018)
- Auyantepuia surinamensis (Lourenço & Qi, 2010)

## Systématique et taxinomie
La synonymie de Auyantepuia avec Broteochactas est discutée.

## Publication originale
- Pocock, 1893 : Contribution to our knowledge of the Arthropod fauna of the West Indies. Part I. Scorpiones and Pedipalpi. Scorpiones. Journal of the Linnaean Society, vol. 24, p. 374–404 (texte intégral).